# 가나노퀘이
가나노퀘이(Gananoque)는 캐나다 온타리오주 리즈앤그렌빌 카운티에 위치한 마을이다. 가나노퀘이는 카운티 정부와는 분리되어있으나 인구 조사 목적으로 리즈앤그렌빌 카운티에 속해있는 구분자치제 지방자치구이다. 가나노퀘이는 원주민 언어로 '두 강에 걸쳐있는 마을'이라는 뜻이다. 이 마을의 인구는 2011년 기준으로 5,194명으로, 가끔씩 여름에 세인트로렌스강에 있는 가나노퀘이의 명소인 천섬에 거주하는 사람들도 인구에 반영되기도 한다.
가나노퀘이 강이 마을을 따라 남쪽에 있는 세인트 로렌스 강으로 흘러간다. 지역 산업으로는 심전도 전극을 만드는 공장이 있다.

## 역사
가나노퀘이에 위치한 천섬 지역은 약 12,000년 전 빙하기 말기에 형성되었는데, 이에 따라 천섬은 북쪽의 캐나다 순상지와 남쪽 뉴욕주 북동부의 애디론댁 산맥을 연결하는 다리 역할을 하게 되었다. 가나노퀘이에 정착한 최초의 원주민은 약 7천 년 전에 정착하였으며, 남부 온타리오 주에 정착하던 고대 인디언들이 가나노퀘이 동부에 있는 고든 섬에서 사냥한 흔적이 발견된다. 기원전 700년부터 17세기까지 이로쿼이족이 천섬 지역에 캠프를 치며 정착하였는데, 세네카족, 모호크족 등을 포함한 이로쿼이 종족은 미국과 캐나다 사이의 천섬 지역을 카누를 타며 왕래하였다.
1535년 8월 10일, 프랑스의 항해가 자크 카르티에가 세인트 로렌스 강을 발견하였으며 이후 몬트리올, 콘월과 킹스턴 지역간 물자 수송의 거점 역할을 하였다. 1789년, 유럽인 최초로 미국 독립전쟁 당시 국왕파 민병대였던 조엘 스톤 대령이 이 지역에 정착하여 가나노퀘이 마을을 설치하였다. 1812년 전쟁 당시, 200여명의 미국군이 킹스턴과 몬트리올로 진출하는 데 있어서 중요한 거점이였던 가나노퀘이 지역을 급습하였으나 이후 영국군에 패배하였다.
가나노퀘이는 이후 뉴욕, 보스턴, 몬트리올, 토론토 등지에서 여름 휴가지로 각광을 받았으며, 이후 토론토와 몬트리올 연선을 따라 철도역이 설치되었다. 오늘날 가나노퀘이는 부호들의 별장이 있는 곳으로 잘 알려져 있는 천섬으로 가는 관문으로서 관광 명소 역할을 해내고 있다.

## 인구
| 인종적 태생, 2006 | 인종적 태생, 2006 |
| ----------------- | ----------------- |
| 인종적 태생       | 비율              |
| 캐나다인          | 44.3%             |
| 잉글랜드인        | 36.9%             |
| 아일랜드인        | 27.8%             |
| 스코틀랜드인      | 26.9%             |
| 프랑스인          | 10.3%             |
| 독일인            | 8.7%              |
| 네덜란드인        | 4.8%              |
| 웨일스인          | 2.6%              |
| 아메리카 토착민   | 2.5%              |
| 미국인            | 2.0%              |
| 중복 응답 포함    |                   |

2006년 기준 가나노퀘이의 인구는 2,453가구 5,285명이고 브로크빌, 프레스콧 등을 포함한 리즈앤그렌빌 카운티의 총 인구는 99,206명이다. 가나노퀘이의 인구는 2001년에 비해 2.3% 성장하였고 카운티의 인구는 2.7% 성장하였다. 통계에 따르면 가나노퀘이의 인구는 47.6%가 남성이고 52.4%가 여성이다. 만 15세 미만 인구는 전체의 15.2%이고 만 65세 이상 노인 인구는 전체의 21.4%를 차지하여 캐나다 평균 13.7%보다 훨씬 높다. 가나노퀘이의 평균 연령은 44.2세로, 캐나다 평균 39.5세보다 4.7세 많다.

## 기후
가나노퀘이는 쾨펜의 기후 구분에 따라 사계절이 뚜렷한 습윤 대륙성 기후를 띠고 있다. 연평균 기온은 6.3°C로, 가장 추운 달은 1월이고, 가장 더운 달은 7월이다. 연 강수량은 947mm이다.